# ジョシュ・サスマン
ジョシュ・サスマン（Josh Sussman、1983年12月30日 - ）は、アメリカ合衆国の俳優、声優。

## 出演作品
- ウェイバリー通りのウィザードたち（ヒュー・ノーマウス）
- glee/グリー（ジェイコブ・ベン・イズラエル）
- スイチュー! フレンズ（ランディ・ピンチャーソン）